# Mieczysław Kowalcze

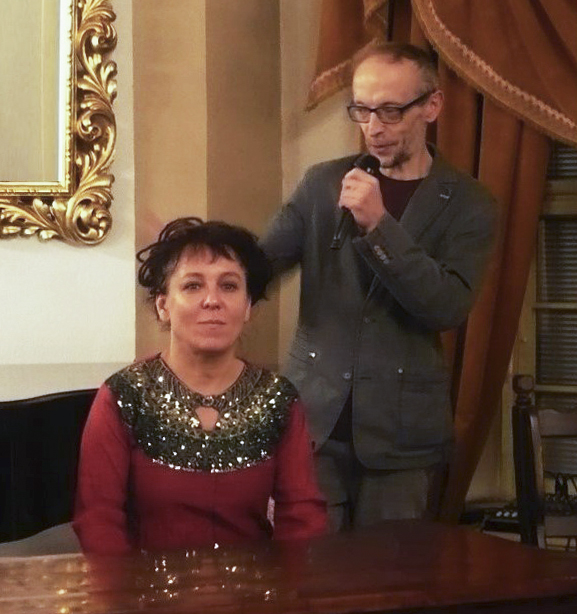
Olga Tokarczuk i Mieczysław Kowalcze w Kłodzku, 2016

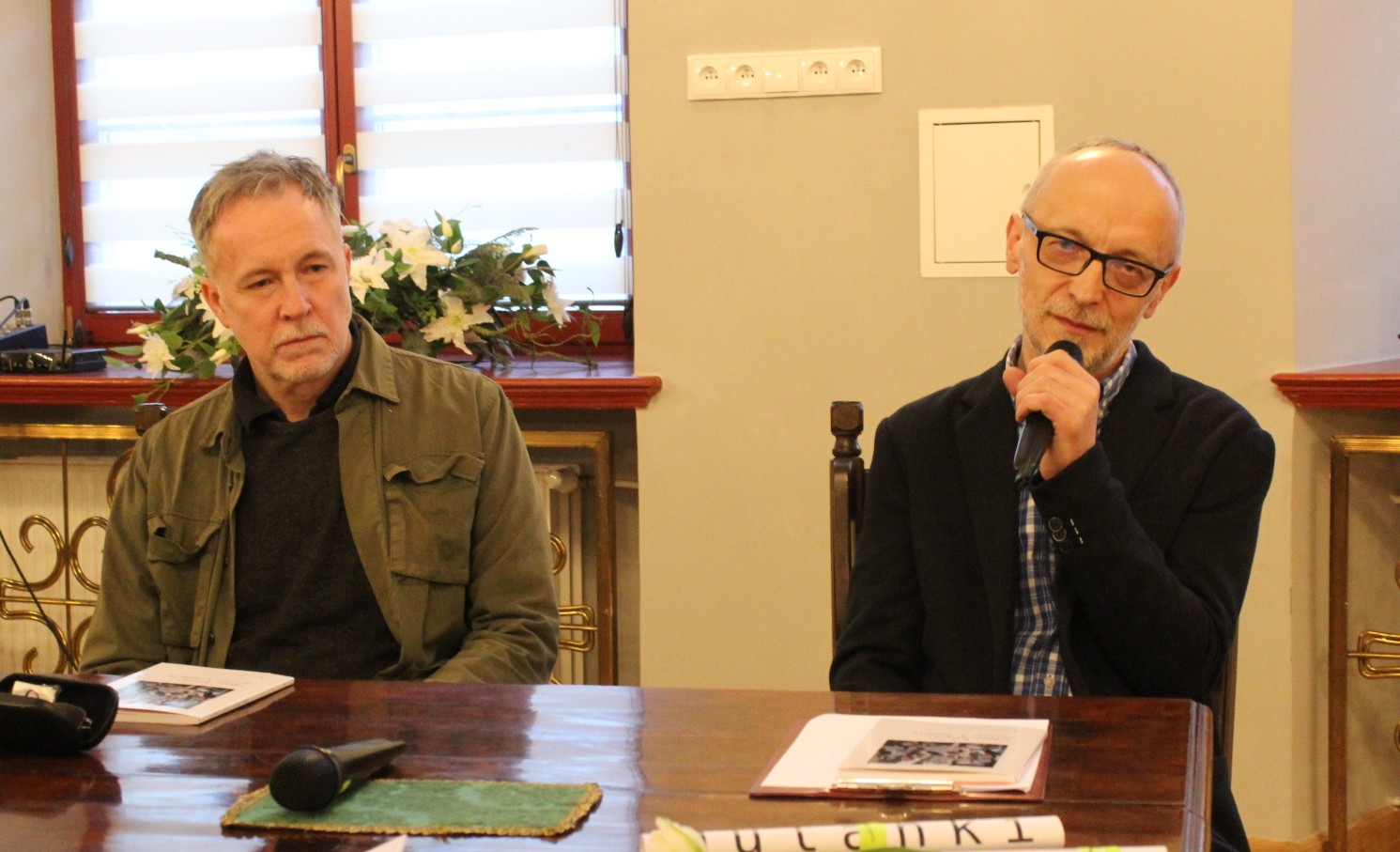
Tomasz Różycki i Mietek Kowalcze

Mieczysław Kowalcze (ur. 27 października 1963 w Branicach) – polski nauczyciel, polonista i historyk, wydawca, dziennikarz, animator kultury, regionalista, społecznik.
W liceum ogólnokształcącym w Głubczycach zaangażował się w ruch Kręgu Instruktorów Harcerskich im. Andrzeja Małkowskiego. Absolwent Instytutu Filologii Polskiej Uniwersytetu Wrocławskiego po obronie pracy magisterskiej o poezji Czesława Miłosza, napisanej pod kierunkiem prof. Jacka Łukasiewicza.
Od 1989 związany z ziemią kłodzką. Przez kilka lat najpierw mieszkaniec Ołdrzychowic Kłodzkich, następnie Kłodzka.
W latach 1989–1994 był nauczycielem szkoły podstawowej w Krosnowicach i 2019–2024 jej dyrektorem. W 1995 był jednym ze współzałożycieli Kłodzkiego Towarzystwa Oświatowego. W latach 1994–2019 nauczyciel w prowadzonym przez KTO Zespole Szkół Społecznych.

## Działalność społeczna i kulturalna
Mieczysław Kowalcze jest organizatorem i współorganizatorem wielu akcji, działań i projektów o różnorodnych charakterze – oświatowym, społecznym, religijnym, kulturalnym i charytatywnym pełniąc różne funkcje:
- współzałożyciel i sekretarz Klubu Otwartej Kultury w Kłodzku (2012)[5]
- sekretarz Towarzystwa Przyjaciół Kłodzka
- animator kłodzkiego Centrum Kultury Chrześcijańskiej przy parafii Podwyższenia Krzyża Świętego[4]
- moderator programów w TV Kłodzkiej
- członek Fundacji Dolnośląski Festiwal Muzyczny i jeden z twórców Dolnośląskiego Festiwalu Muzycznego[6] i „Kłodzkiego Emaus”[7]
- publicysta i felietonista lokalnej prasy i portali internetowych[4][8]
- szef kłodzkiego koła Towarzystwa Pomocy im. św. Brata Alberta[9]
- członek komitetu „Przyjaciele Piszkowic”, zajmującego się organizowaniem pomocy dla dzieci z Zakładu Leczniczo-Opiekuńczego dla Dzieci w Piszkowicach[10]
- koordynator kłodzkich obchodów 75. rocznicy „Nocy kryształowej”[11]
- członek Stowarzyszenia Kulturalnego „Góry Babel”, tu 2015–2016 współorganizator Festiwalu Góry Literatury[12].

## Działalność autorska i wydawnicza
Wraz z Januszem Laską jest redaktorem wielu wydawnictw KTO, m.in.:
- W kraju Pana Boga. Źródła i materiały do dziejów Ziemi Kłodzkiej od X do XX wieku
- Popularna Encyklopedia Ziemi Kłodzkiej, cztery tomy z suplementem (2009–2011) (tu także autor ponad setki haseł)
- Atrakcje turystyczne Ziemi Kłodzkiej (mapa turystyczna w skali 1:100 000), 2001 (wraz z Arletą Kalinowską)

i autorem m.in.:
- Twierdza Kłodzka, Kłodzko-Nowa Ruda, KTO–Wydawnictwo „Maria”, 2006, ISBN 978-83-60478-04-2.
- Spacer po Kłodzku, Kłodzko, KTO 2004, ISBN 978-83-916830-6-4[13]

## Wyróżnienia
- M. Kowalcze został uznany (ex aequo wraz z Henryką Szczepanowską) za Osobowość Roku 2013 powiatu kłodzkiego otrzymując także tytuł Terrae Glacensis Civis[14].
- W 2013 otrzymał tytuł „Przyjaciel Kłodzka”[15].
- 21 kwietnia 2018 został wyróżniony Nagrodą Polcul Foundation za „wybitne osiągnięcia wychowawcze młodzieży i animację życia kulturalnego w regionie Kotliny Kłodzkiej”[16].